# Pittore di Kodros

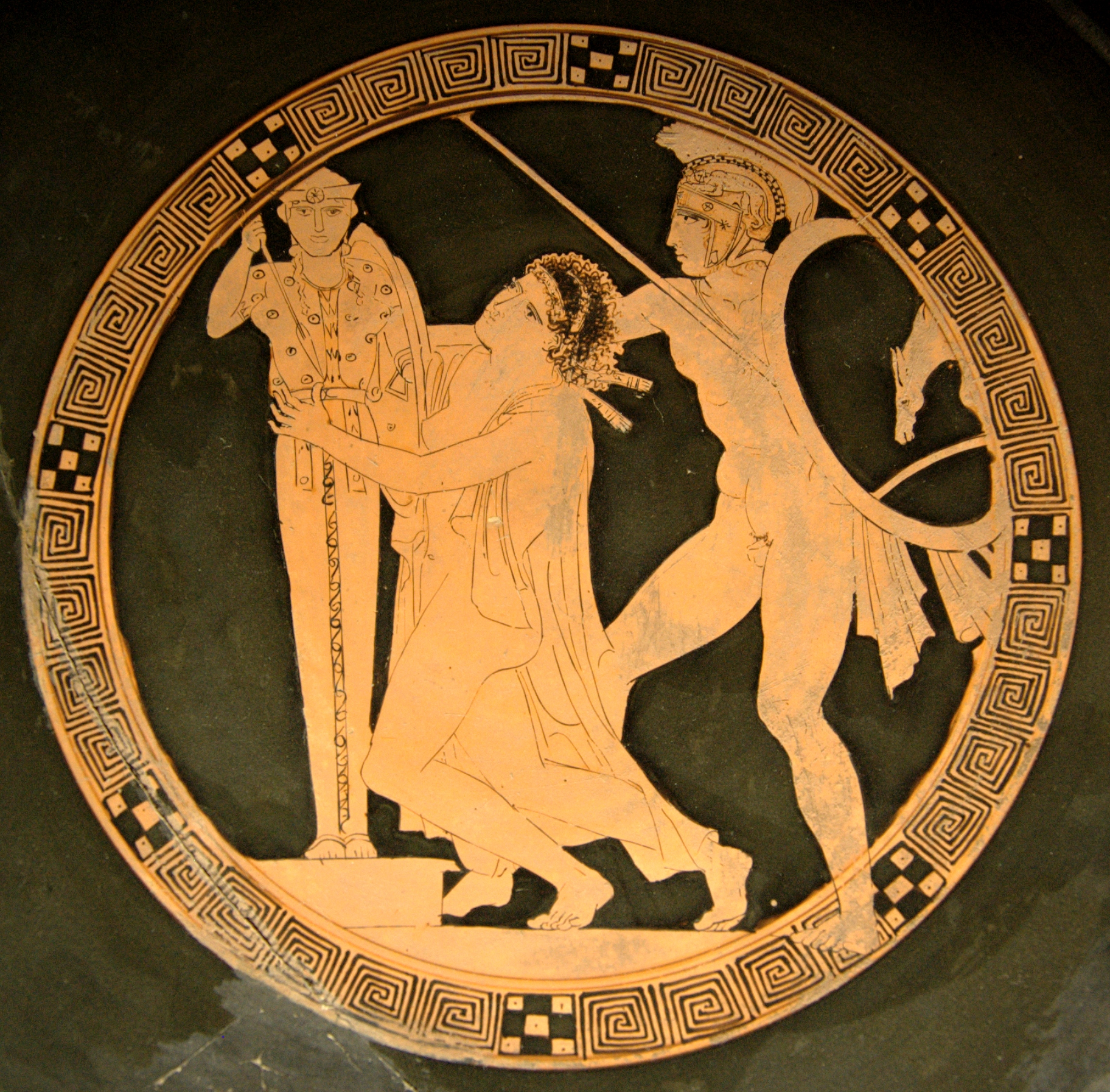
Aiace Oileo prende Cassandra, tondo di kylix a figure rosse, 440-430 a.C., Louvre

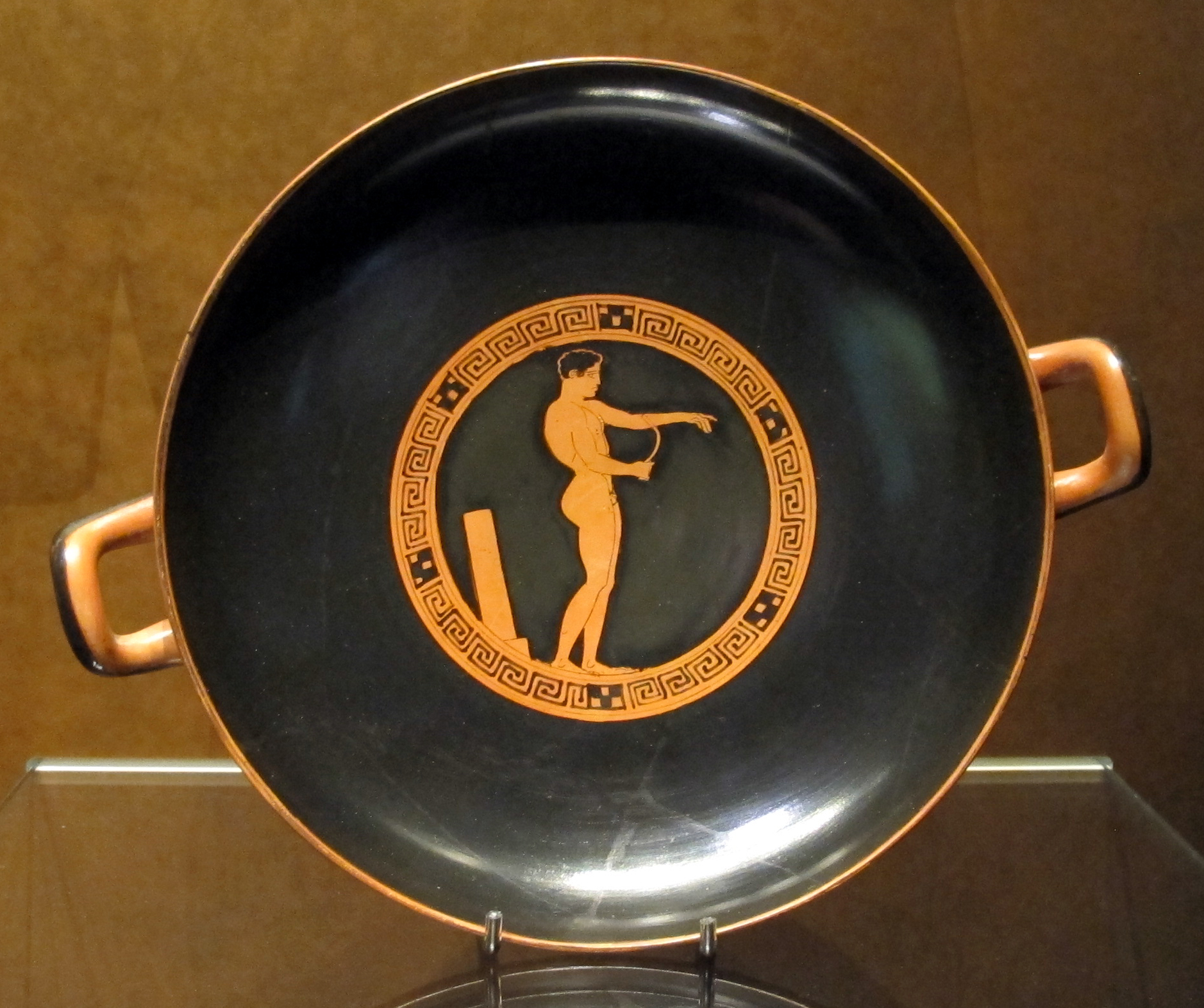
Kylix attica con atleta che si deterge con uno strigile, 430-20 a.C.

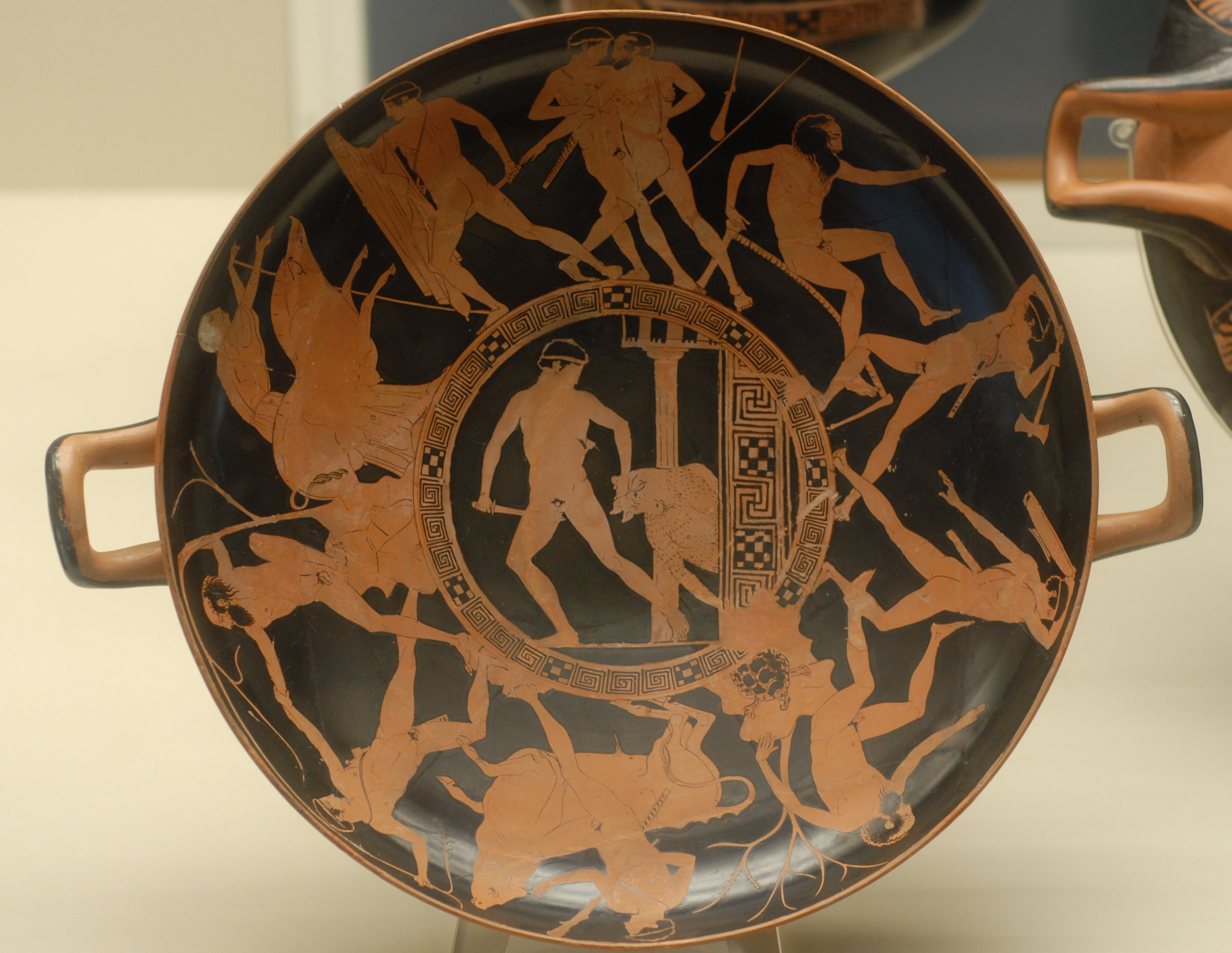
Le fatiche di Teseo: il Minotauro al centro; dall'alto in senso orario Cercione, Procuste, Scirone, il toro di Maratona, Sinis, Crommyon. Kylix attico a figure rosse, 440-430 a.C. (British Museum)

Pittore di Kodros (fl. 440 a.C. / 410 a.C.) è il nome convenzionale assegnato ad un ceramografo attico
.

## Stile
Delle sue opere sono rimaste solo coppe dipinte con uno stile vigoroso e personale (lo studioso J. D. Beazley fissa le opere a lui attribuili a 32). Nella prima fase della sua carriera, il pittore di Kodros ritrae prevalentemente soggetti mitologici (Teseo ed Egeo) e successivamente passa ad atleti (come nella seconda immagine dall'alto). Nel pittore non si ritrova tanto l'intento di immortalare la scena in tutta la sua grandiosità ed epicità, ma quanto nel ritrarre i problemi morali ed esistenziali insiti nel soggetto rappresentato (la schiava prostrata nell'ultimo tondo dall'alto ne è un chiaro esempio). In lui si è persa tutta la sicurezza di dèi ed eroi, che raramente vengono dipinti nella loro forza e bellezza, ma si privilegia il lato più umano: gli uomini sono barbuti, spesso tozzi e presentano caratteristiche brachicefaliche. Dioniso, spesso rappresentato nel mezzo di un simposio, è il dio più ricorrente nelle opere del pittore.